# William Julius Wilson
William Julius Wilson (* 20. Dezember 1935 in Derry, Pennsylvania) ist ein US-amerikanischer Soziologe, dessen Forschungsschwerpunkt die Soziale Ungleichheit und Armut afroamerikanischer Städter ist.
Wilson, der als Professor an der Universität Chicago und der Harvard-Universität lehrte, ist Ehrendoktor von 41 Hochschulen. 1988 wurde er in die American Academy of Arts and Sciences gewählt, 1991 in die National Academy of Sciences und 1990 in die American Philosophical Society. Er amtierte 1990 als 80. Präsident der American Sociological Association. Wilson erhielt 2010 den Anisfield-Wolf Book Award für sein Lebenswerk. 2004 wurde er zum korrespondierenden Mitglied der British Academy gewählt.

## Schriften (Auswahl)
- The Declining Significance of Race. Blacks and Changing American Institutions. University of Chicago Press, Chicago 1978, ISBN 0-226-90128-9.
- The Truly Disadvantaged. The Inner City, the Underclass, and Public Policy. University of Chicago Press, Chicago 1987, ISBN 0-226-90130-0.
- The Ghetto Underclass. Social Science Perspectives. Sage Publications, Newbury Park, California 1993, ISBN 0-8039-5272-4.
- When Work Disappears. The World of the New Urban Poor. Kopf/Random House, New York 1996, ISBN 0-394-57935-6.
- More than Just Race. Being Black and Poor in the Inner City. Norton & Company, New York 2009, ISBN 978-0-393-06705-7.